# Nikolai Tomski
Nikolai Vassílievitx Tomski, rus: Никола́й Васи́льевич То́мский, cognom real Grixin, rus: Гришин) fou un escultor soviètic altament condecorat, dissenyador de molts monuments ben coneguts en l'època del realisme socialista.

## Biografia
Nascut al poble de Staro Ramuixenvo, a l'óblast de Nóvgorod, en el si d'una família de ferrers. Va estudiar a Leningrad, i es graduà el 1927 a l'Acadèmia d'Arts, sent alumne de V. Lixev
Cridà l'atenció per primera vegada amb el seu memorial a Serguei Kírov, un bronze heroic que amb frisos al voltant de la base, pel qual guanyà el Premi Stalin de 1941. Posteriorment, la seva carrera es desenvoluparia en una direcció oficial; s'encarregaria del redisseny del sarcòfag de Lenin, faria el bust de Stalin per a la seva nova tomba a la Necròpoli de la muralla del Kremlin, i faria almenys 5 grans estàtues de Lenin per tota la Unió Soviètica.
Tomski va prendre part activa en la vida pública, i gràcies al seu ajut va mantenir-se un dels principals monuments arquitectònics de finals del segle xix, l'Església del Salvador Misericordiós de Moscou, que les autoritats soviètiques van intentar demolir l'any 1979 per transformar-la en edificis acadèmics adjunts a la Universitat Tecnològica Estatal de Moscou.
Tomski esdevindria membre de ple dret de l'Acadèmia d'Arts Soviètica el 1949, presidint-la entre 1968 a 1983; membre de l'Acadèmia d'Arts de la RDA, ensenyaria a MGAHIS (1948-1982) com a professor i com a Rector de l'Acadèmia (1964-1970).
Va morir a Moscou el 22 de novembre de 1984, i està enterrat al cementiri de Novodévitxi.
Entre les seves distincions estan el títol d'Heroi del Treball Socialista (1970), 5 Premis Stalin (1941, 1947, 1949, 1950, 1952), un Premi Lenin (1972) i el Premi Estatal de l'URSS (1979); a més de 3 ordes de Lenin, un Orde de la Revolució d'Octubre, un orde de la Bandera Roja del Treball i un orde de Karl Marx (RDA).

## Treballs
- Monument a Serguei Kírov, plaça Kirovskaia de Sant Petersburg, amb l'arquitecte Noi Trotsky
- Fris principal anomenat Defensa, Treball i Descans, a la Casa dels Soviets de Sant Petersburg, 1936-41, per l'arquitecte Noi Trotsky
- Lenin, de l'estació de ferrocarril Varxavski de Sant Petersburg, 1947 (retirada el 2001)
- Baixos relleus a l'estació Novokuznetskaia del metro de Moscou, 1943
- El Pont de la Victòria de Moscou, amb l'arquitecte Dmitri Txetxulin, 1943
- Stalin, a l'estació Kurskaia del Metro de Moscou, 1950 (retirada el 1961)
- Monument a Ivan Txerniakhovski, Vílnius, 1950 (recol·locat a Voronej el 1993)
- Bust de Stalin a la seva tomba de la Necròpoli de la Muralla del Kremlin, 1953
- Monument a Nikolai Gogol al Boulevard Gogolevski de Moscou (substituint el controvertit monument de l'escultor Nicolai Andreiev), 1952
- Monument a Pavel Najimov, Sebastòpol, 1959
- Treballs a la Tomba del Soldat Desconegut (Moscou), 1967
- Lenin a la Leninplatz, antic Berlín Oriental, 1970 (retirada el 1992)
- Redisseny del sarcòfag del Mausoleu de Lenin, Moscou, 1973
- Estàtua eqüestre de Mikhaïl Kutúzov a la Kutuzovski Prospekt, Moscou, 1973